# 吳志揚 (數學家)
吳志揚（1962年4月25日—），數學家、現擔任元智大學資管系講座教授，曾任國立中正大學校長、元智大學校長、國立中正大學數學系教授。於45歲接任中正大學校長，是該校歷來最年輕的校長。獲中正大學95學年度研究傑出特聘教授。

## 出生與生長地
1962年 出生於臺灣雲林縣元長鄉。

## 學歷
1987年~1989年 美國芝加哥大學數學系博士

1986年~1987年 美國芝加哥大學數學系碩士

1980年~1984年 國立台灣大學數學系學士

1981年-1984年 國立師大附中

## 經歷
2022年2月~今         私立元智大學資管系校聘教授

2016年2月~2022年1月  私立元智大學資管系教授兼校長

2008年2月~2016年1月  國立中正大學數學系教授兼校長

2001年~2003年        國立中正大學數學系教授兼教務長

1997年~1999年        國立中正大學數學系教授兼系主任

1993年8月~2016年1月  國立中正大學教授

1992年~1993年        國立中正大學副教授

1989年~1992年        馬里蘭大學助理教授

2002年~2003年        大學招聯會多元入學專案檢討小組召集人

2002年~2003年        大學入學考試中心考試委員會考試委員

2003年~今　　        國科會數學中心中心委員

2003年~2005年        國科會自然處(數學)諮議委員

1993年~1995年        國科會自然處(數學)審議委員

## 研究領域
微分拓樸學、微分幾何

## 學術榮譽
- 世界數學學會﹙IMU﹚青年學者獎助
- 美國國科會(NSF)研究獎助
- 國科會傑出研究獎
- 國立中正大學傑出研究獎
- 國立中正大學傑出研究特聘教授
- 國立中正大學講座教授

## 重要研究成果
- 1990年 與美國 Grove、Petersen 兩位教授提出現今被數學界稱為Grove-Petersen-Wu 有限理論
- 1992年 解決 Rosenberg-Elworthy 猜測
- 1996年 提出拓樸值譜理論與參數化距離觀念
- 2001年 證明彎曲空間的路徑積分問題
- 2004年 與陳昇國教授合作提出重心權重的方法
- 2006年 與美國沈忠明教授合作證明 Gromov bounded cohomology 的有限生成定理
- 2010年 與陳昇國、紀美秀兩位教授提出處理彎曲空間 Local tangential lifting (LTL) 新的數值方法
- 2015年 與陳昇國教授解決及證明了擴散方程式的離散能量守恆定律
- 2015年 與陳昇國、紀美秀兩位教授提出高精密度處理彎曲空間的 LTL Configuration method

## 外部連結
- （繁體中文）國立中正大學數學系──吳志揚教授介紹（页面存档备份，存于）
- . ETtoday. 2014-05-19  [2014-05-19]. （原始内容存档于2019-06-11） （中文（臺灣））.

| 前任： '                         | 國立中正大學數學系系主任 1997年－1999年  | 繼任： 陳慈芬 |
| 前任： '                         | 國立中正大學教務長 2001年－2003年2月10日 | 繼任： 陳恭   |
| 前任： 柳金章(代理) 正任：羅仁權 | 國立中正大學校長 2008年2月－2016年1月    | 繼任： 馮展華 |
| 前任： 張進福                    | 元智大學校長 2016年2月－2022年           | 繼任： 廖慶榮 |